# Microtrullius biramus
Microtrullius biramus är en mångfotingart som beskrevs av Carl Graf Attems 1943. Microtrullius biramus ingår i släktet Microtrullius och familjen Spirostreptidae. Inga underarter finns listade i Catalogue of Life.